# Michelle Hendley
Michelle Hendley (née le 23 mars 1991) est une actrice transgenre américaine. Elle est connue pour son rôle de Ricky dans le film de 2014 Boy Meets Girl.

## Carrière
Michelle Hendley a été découverte par le cinéaste Eric Schaeffer, qui était à la recherche d'une actrice transgenre pour jouer le rôle principal dans Boy Meets Girl. Hendley avait témoigné de sa transition sur une vidéo YouTube de son blog. Après avoir regardé quelques-unes de ces vidéos, Schaeffer contacta Hendley pour discuter du rôle. Hendley, n'avaient pas précédemment poursuivi une carrière en tant qu'interprète, mais la lecture du script et la discussion du projet avec le directeur l'a convaincue que l'occasion avait un sens positif,.

## Filmographie

### Film
| Année | Titre          | Rôle       | Notes |
| ----- | -------------- | ---------- | ----- |
| 2014  | Boy Meets Girl | Ricky      | Film  |
| 2015  | Le Joueur      | Sally Ride | Film  |
| 2016  | Soless         | Hal        | Court |

## Séries Télévisées
- 2016 : Crazy Ex-Girlfriend : Daisy (saison 2 épisode 5)
- 2018 : Insatiable : Julie (saison 1 épisode 5)